# چشمه‌علی (بخش مرکزی فریمان)
چشمه‌علی یک روستا در ایران است که در بخش مرکزی شهرستان فریمان در استان خراسان رضوی واقع شده‌است. چشمه‌علی ۲۸ نفر جمعیت دارد.

## جمعیت
این روستا در دهستان فریمان قرار دارد و براساس سرشماری مرکز آمار ایران در سال ۱۳۸۵، جمعیت آن ۲۸ نفر (۶ خانوار) بوده‌است.